# Lorenzo Martínez de Madrid y González
Don Lorenzo Martínez de Madrid y González (Villacastín, 1534 - Valencia (Venezuela), 1597) fue un político y propietario hijo del conquistador Francisco Martínez de Madrid.

## Biografía
Se casó en 1564 en Villacastín con Juana de Villela, natural de Palos de la Frontera con la que tuvo trece hijos, entre los que se encuentran Alonso Martínez de Villela regidor de Caracas (1577-1638), y Juan Martínez de Villela, gobernador y Capitán General interino de Venezuela. Según su propia declaración, en 1589, tenía más o menos, cincuenta años de edad, era encomendero de un repartimiento de indios heredados de su padre; en dicho año declaró en la información levantada a favor de dueños de encomiendas por el procurador general Tristán Muñoz. 
En 1571 fue alcalde de Valencia y en 1581 su teniente de gobernador. En 1585, regidor del Cabildo de Santiago de León de Caracas; en 1589, alcalde ordinario con Cristóbal Cobo; en 1591, es de nuevo regidor; el 02-12-1593, el Cabildo por petición de Lorenzo Martínez, encomendero de indios en Turmero, concede a éstos las tierras que poseían desde tiempo inmemorial y, dentro de ellas, sesenta fanegas a Lorenzo Martínez; el 02-06-1595 da poder a Bartolomé Masabel, vecino y regidor de Santiago, para que venda "a quien quisiere y por el precio que a bien tuviere", al mulato Juan Machado, hijo de Jimena, esclava suya; poseyó un ingenio de azúcar, lo que implica que tenía una siembra de caña; propietario de indios en el valle de Ocumare; para su servicio doméstico tenía en Caracas veinticinco indios.
- Datos: Q5979064